# لوكا فوزي
لوكا فوزي (Luca Fusi)، (ليكو، 7 يونيو 1963)، لاعب كرة قدم إيطالي سابق، ومدرب كرة قدم إيطالي حالي.
لعب مع منتخب إيطاليا لكرة القدم.

## روابط خارجية
- لوكا فوزي على موقع قاعدة بيانات كرة القدم.إي يو (الإنجليزية)
- لوكا فوزي على موقع ناشيونال فوتبول تيمز (الإنجليزية)
- لوكا فوزي على موقع عالم كرة القدم.نت (الإنجليزية)